# 斯氏鮭口波魚
斯氏鮭口波魚（学名：Sarcocheilichthys sladoni）为輻鰭魚綱鯉形目鲤科鮭口波魚屬的其中一種，該物種於1870年由Francis Day描述，主要分布於亞洲緬甸，體長可達12公分。

## 扩展阅读
維基物種上的相關：斯氏鮭口波魚